# Ичунь (Ичунь)
Ичу́нь (кит. упр. 伊春, пиньинь Yīchūn) — бывший район городского подчинения городского округа Ичунь провинции Хэйлунцзян (КНР). Название района взято от названия всего городского округа.

## История
В первой половине XX века эти земли находились под юрисдикцией уезда Танъюань. В 1952 году был образован уезд Ичунь, и эти места вошли в состав его Района № 1 (第一区). В сентябре 1955 года был образован посёлок Ичунь (伊春镇). В 1957 году уезд Ичунь был преобразован в городской округ, а посёлки Умахэ, Уминьхэ и Ичунь объединены в район Исинь (伊新区). В 1960 году район был объединён в единую структуру с Идунским лесничеством. В апреле 1964 года район Исинь был разделён на посёлок Ичунь и район Идун (伊东区). В октябре 1967 года посёлок Ичунь был преобразован в район Ичунь.
В 2019 году было проведено крупное изменение административно-территориального деления городского округа Ичунь, в ходе которого старые районы были расформированы, а на землях бывших районов Ичунь, Мэйси и восточной половины района Умахэ был образован новый район Имэй.

## Административное деление
Район Ичунь делится на 5 уличных комитетов (в городе Ичунь).
| № | Название  | Название (кит.) | Статус          | Население чел. (2010) | На карте                         |
| - | --------- | --------------- | --------------- | --------------------- | -------------------------------- |
| 1 | Цяньцзинь | 前进街道办事处  | уличный комитет | 48313                 | 47°43′27″ с. ш. 128°53′09″ в. д. |
| 2 | Хуншэн    | 红升街道办事处  | уличный комитет | 47423                 | 47°43′27″ с. ш. 128°53′09″ в. д. |
| 3 | Сюйжи     | 旭日街道办事处  | уличный комитет | 36121                 | 47°43′27″ с. ш. 128°53′09″ в. д. |
| 4 | Чаоян     | 朝阳街道办事处  | уличный комитет | 8918                  | 47°43′27″ с. ш. 128°53′09″ в. д. |
| 5 | Дуншэн    | 东升街道办事处  | уличный комитет | 5179                  | 47°43′27″ с. ш. 128°53′09″ в. д. |

## Соседние административные единицы
Район Ичунь на востоке и юге граничит с районом Мэйси, на западе — с районом Юхао, на северо-западе — с районом Шанганьлин, на севере — с районом Уин.